# Ibrahim Bey

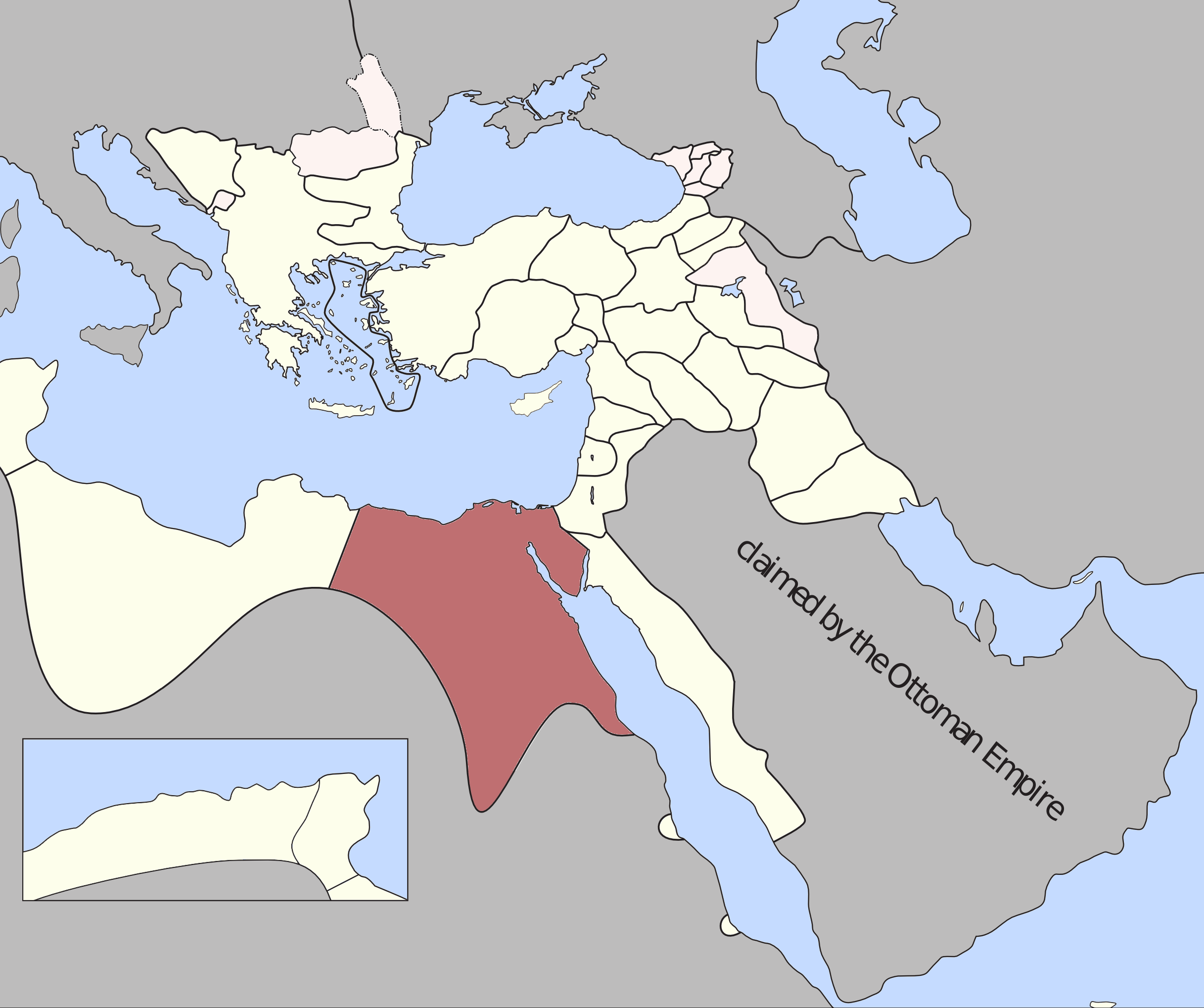
Das von Ibrahim Bey und Murad Bey beherrschte Ägypten am Vorabend der Französischen Expedition von 1798

Ibrāhīm Bey Muḥammad (* um 1735 in Georgien bzw. Tscherkessien; † 1816 in Dongola, Sudan), auch genannt Ibrahim Bey der Große („al-Kabir“), war ein Emir der Mamluken und zusammen mit Murad Bey Regent in Ägypten.

## Muhammadija

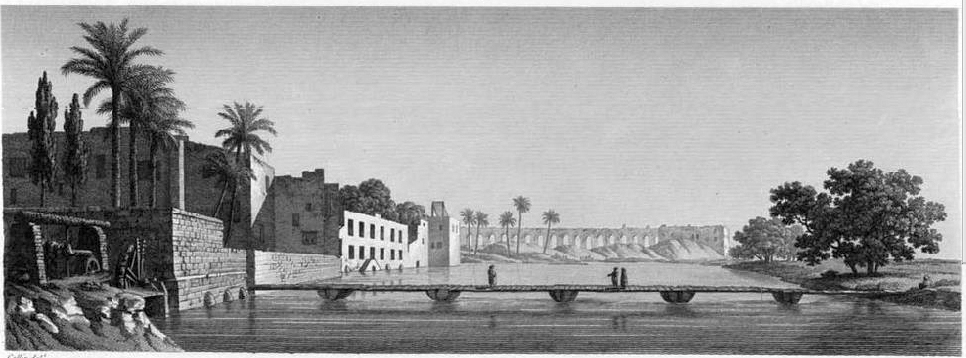
Ibrahim Beys Villa auf der Nilinsel Rauḑa, außerhalb Kairos, um 1801

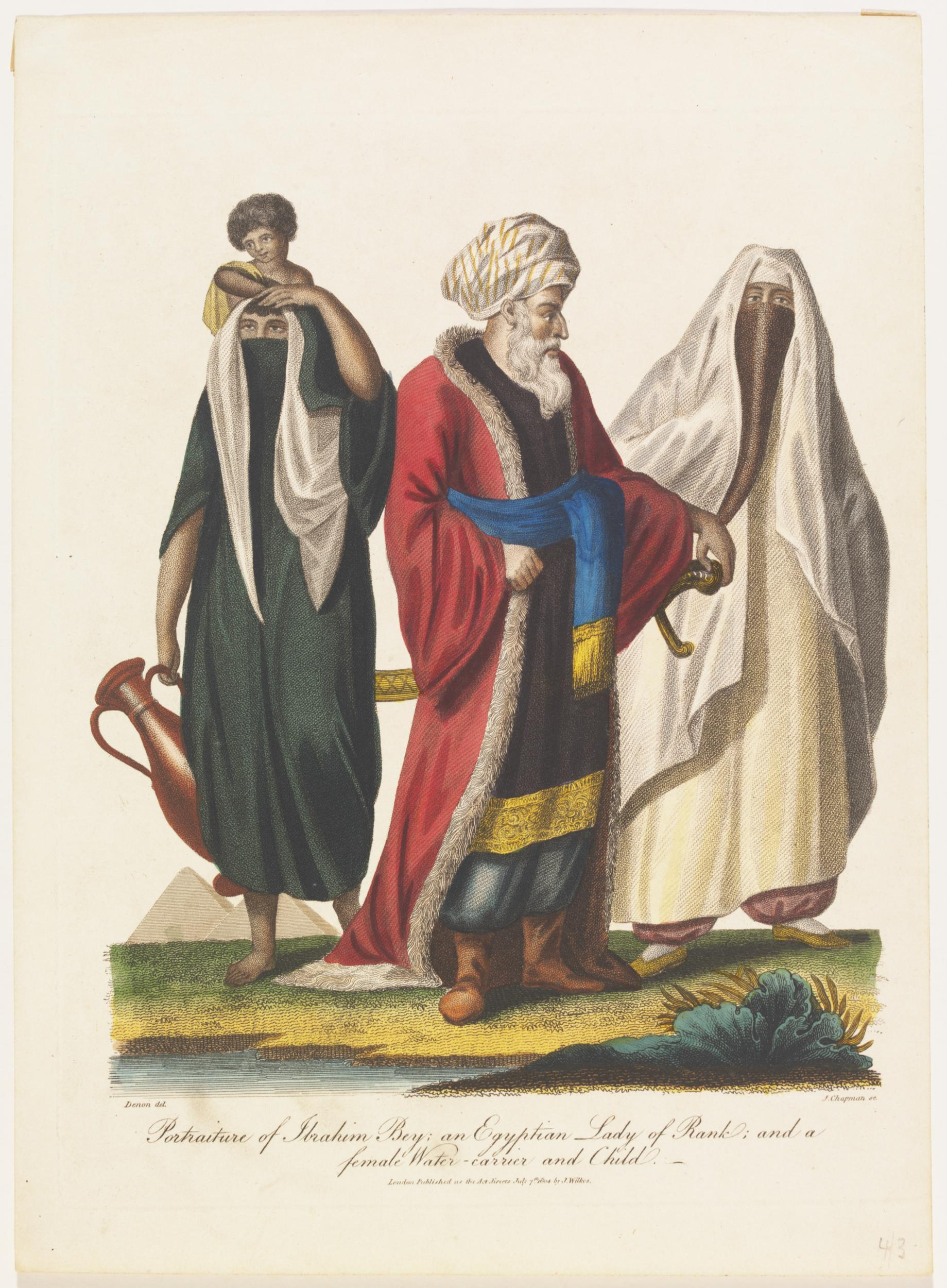
Ibrahim Bey (1804)

Über Ibrahims Herkunft gibt es unterschiedliche Lehrmeinungen. Während einige georgische Historiker behaupten, er sei als Kind christlicher Eltern im südostgeorgischen Martkopi (in der überwiegend von muslimischen Azeris bewohnten Region Gardabani) geboren und ihm sogar den christlichen Namen Abram Sinjikashvili zuordnen, so geben andere Zeitgenossen, Chronisten und Historiker an, er sei im nordkaukasischen Siedlungsgebiet der Tscherkessen (zwischen Kuban und Kaukasus) geboren worden bzw. sogar selbst Tscherkesse gewesen.
Wie sein (ebenfalls georgisch- oder tscherkessischstämmiger) Altersgenosse Murad Bey so war auch Ibrahim in Ägypten als Sklave an den (ebenfalls tscherkessischstämmigen) Mamluken-Emir Muhammad Bey Abu Dahab verkauft worden. Dieser ließ ihn bald frei, gab ihm seine Schwester zur Frau und förderte seinen Aufstieg. Von der osmanisch-türkischen Hohen Pforte angestiftet, stürzte Abu Dahab seinen Herrn Ali Bey, der Ägypten von der Pforte de facto unabhängig gemacht und anti-osmanische Aufstände in Syrien unterstützt hatte. Als Abu Dahab zur Bekämpfung dieser Aufstände selbst nach Syrien zog, ließ er Ibrahim Bey als seinen Stellvertreter in Kairo zurück, nahm Murad Bey aber mit. Nachdem Abu Dahab 1775 in Akko an der Pest verstorben war, hatten seine Truppen zunächst Murad Bey zum Nachfolger bestimmt. Abgesehen von einer kurzen Rivalität, einigten sich Ibrahim und Murad aber auf eine Teilung der Macht.
Unter Murads und Ibrahims gemeinsamer Führung setzte sich die Muhammadija-Fraktion (oder Abu-Dahab-Fraktion, die ehemaligen Mamluken Muhammad Bey Abu Dahabs) trotz zweier notwendiger Rückzüge nach Oberägypten (1777–1778 und 1786–1791) schließlich gegen die von den Osmanen gestützte Alawija-Fraktion (Ali-Bey-Fraktion) unter Ismail Bey durch. Von der ohnmächtigen Hohen Pforte wurden sie 1792 schließlich als Statthalter anerkannt.

## Duumvirat mit Murad Bey
Murad wurde Amir al-Hadsch (Befehlshaber der Pilgerkarawane) und Militärgouverneur, Ibrahim Scheich al-Balad und Zivilgouverneur. Abgesehen von einer kurzen Phase (1784–1785), als Murad Ibrahim aus Kairo verdrängte, herrschten sie gemeinsam als Duumvirat. Während Murad Bey die militärische Aufrüstung Ägyptens betrieb, überließ er die Regierungsgeschäfte weitgehend Ibrahim Bey, der sich allerdings stets mit ihm abstimmte. Die Zölle des Landes teilten sie unter sich auf, Murad erhielt die Nilzölle, Ibrahim die aus dem Handel mit dem Hedschas. Zumeist herrschte Murad Bey über das westliche Nilufer, Ibrahim Bey über das östliche. Als Residenz wählte Ibrahim meistens seine Villa im Kairoer Dāwūdīja-Quartier.

## Kampf gegen Franzosen und Muhammad Ali Pascha
Die Ägyptische Expedition der Franzosen beendete 1798 das Duumvirat. Anders als Murad Bey, der sich über al-Fayyūm nach Oberägypten zurückzog und von dort einen Kleinkrieg gegen die Franzosen führte, ehe er sich anno 1800 mit ihnen aussöhnte und sich ihnen unterwarf, wich Ibrahim Bey über Bilbeis und al-Arisch nach Gaza und Syrien aus und verbündete sich mit den Osmanen.
Nach dem Abzug der Franzosen kehrte Ibrahim Bey 1801 an der Seite osmanisch-türkischer Truppen nach Kairo zurück und spielte zusammen mit dem Mamluken-Emir Osman Bardīsī (1758–1806) und Murads Nachfolger Alfi Bey (1751–1807) in den nun bis 1804 folgenden Machtkämpfen zwischen Mamluken, türkischen Janitscharen, osmanischen Statthaltern und osmanisch-albanischen Truppen zunächst nochmal eine Rolle als oberster Mamluken-Emir und Scheich al-Balad. Als sich Muhammad Ali Pascha, der Kommandeur der albanischen Truppen, durchsetzte und die Mamluken angriff, mussten Ibrahim und Bardīsī im März 1804 die Stadt verlassen, Ibrahim hielt sich aber noch bis 1805 in Gizeh, ehe er nach Oberägypten floh. Mit einigen Hundert anderen entging er so 1811 dem von Muhammad Ali an den Mamluken verübten Massaker in der Kairoer Zitadelle. Sein Sohn Marzuk kam jedoch in Kairo ums Leben.
Über Oberägypten flohen die verbliebenen Mamluken 1812 nach Nubien, wo sie sich in Dongola festsetzten. In Dongola starb der inzwischen 80-jährige Ibrahim Bey schließlich an Malaria, die übrigen Mamluken wurden in Kämpfen mit den Sheygya (Sudan-Araber) zunehmend dezimiert.  Die letzte Bastion der in die Jahre gekommenen Mamluken in Dongola diente Muhammad Ali später als Vorwand, Sennar und den Sudan durch seinen Sohn Ibrahim Pascha erobern zu lassen.